# Фесенко Василь Архипович
Фесенко Василь Архипович (28 лютого 1902, Комарівка, Борзнянський повіт, Чернігівська губернія — 31 серпня 1983, Миколаїв) — історик, архівіст, краєзнавець, педагог.

## Життєпис
Народився в сім'ї селян-козаків. Після дворічного Комарівського земського початкового народного училища, з 1916 по 1920 р. навчався в Чернігівській учительській семінарії, закінчивши котру, подав документи до Чернігівського ІНО. Але відразу ж змінив рішення і вступив до Ніжинського науково-педагогічного інституту, який скінчив (уже як Ніжинський ІНО) 1923 р.
Наступні два роки працював співробітником Чернігівського губарху, спочатку окружним інспектором, а з липня 1923 р. по грудень 1924 р. — завідувачем Ніжинського окружного архіву. На початку 1924 р. разом із А. Г. Єршовим і М. Н. Петровським організував при Ніжинському ІНО студентський історико-архівний гурток, займаючись у ньому переважно організаційною роботою, а за часу обіймання посади завідувача окрархіву доклав чимало зусиль для перетворення гуртка з суто студентського на загальноміській.
З 1925 р. переходить на освітянську ниву, працюючи окружним інспектором з українізації та вчителем місцевої семирічки. Не полишаючи архівної роботи, влітку того ж року вступив до аспірантури при Ніжинській НДК історії, культури та мови, перебрав на себе керування згаданим історико-архівним гуртком. Крім того, на початку 1925 р. у Ніжині утворилося Наукове товариство краєзнавства при ВУАН, у складі якого він перебував незмінним секретарем до часу свого від'їзду з Ніжина.
З 1928 р. почав викладати на робітфаці Ніжинського ІНО, плануючи після закінчення аспірантури продовжити наукові студії як науковий співробітник Ніжинської НДК. Але за поки не з'ясованої мотивації на прохання Правління інституту був направлений на роботу до Миколаївського ІНО.
В 1937—1939 рр. зазнав репресій, був звинувачений у приналежності до антирадянської терористичної організації, але невдовзі після суду був звільнений і поновлений на попередній посаді декана історичного факультету.
Брав участь у Другій світовій війні. Демобілізувавшись після війни, працював старшим викладачем кафедри марксизму-ленінізму МДПІ ім. В. Г. Бєлінського до самої смерті. Певний час був деканом філологічного факультету, а також заступником директора (проректором) МДПІ ім. В. Г. Бєлінського.
Обирався депутатом Миколаївської міської ради.

## Праці
- Ніжинщина в новітній історіографії (1917—1928 рр.) // Записки НІНО. — Ніжин, 1929. — Кн. ІХ. — С. 92–104
- Миколаїв // Історія міст і сіл Української РСР: Миколаївська область. — К., 1971. — С. 74–121.